# Palazzo Lamba Doria
Il palazzo Lamba Doria è un edificio storico italiano, collocato in piazza San Matteo 15, nel centro storico di Genova.
Dal 1912 l'edificio è sottoposto a vincolo di tutela da parte della soprintendenza.

## Storia
Il palazzo fu costruito nella seconda metà del 1200 con un'architettura gotica. L'ammiraglio Lamba Doria lo ricevette in dono dalla Repubblica di Genova in seguito alla gloriosa e vittoria nella battaglia di Curzola del 1298 contro i Veneziani. Fu in tale occasione che Marco Polo fu preso prigioniero e, narrando le sue vicende a Rustichello da Pisa, redasee la sua celebre opera il Milione.
Nel 1912 fu sottoposto a vincolo di tutela con decreto del Ministero dell'istruzione, nel quale l'edificio è chiamato "Palazzo Lamba Doria ora Cappellini", sebbene poi il nome con cui l'edificio è chiamato rimase effettivamente il primo.
Durante la seconda guerra mondiale fu seriamente danneggiato dai bombardamenti alleati su Genova, ma venne prontamente restaurato a partire dal 1950.
Si trova di fronte alla chiesa di San Matteo, in un'area che per secoli fu sede dei palazzi della famiglia Doria.

## Descrizione
Il palazzo è contraddistinto da un porticato al piano terreno costituito da quattro arcate e pilastri ottagonali, con polifore convertite in finestre nel corso del XVII secolo.